# The Police/Auszeichnungen für Musikverkäufe

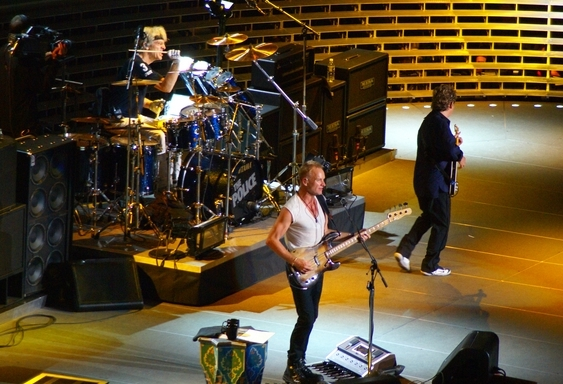
The Police (2007)

Dies ist eine Übersicht über die Auszeichnungen für Musikverkäufe der britischen New-Wave-Band The Police. Die Auszeichnungen finden sich nach ihrer Art (Gold, Platin usw.), nach Staaten getrennt in chronologischer Reihenfolge, geordnet sowie nach den Tonträgern selbst, ebenfalls in chronologischer Reihenfolge, getrennt nach Medium (Alben, Singles usw.), wieder.

## Auszeichnungen
| - Vereinigtes Königreich - 1979: für die Single Can’t Stand Losing You - 1980: für die Single So Lonely - 1981: für die Single Invisible Sun - 1982: für die Single Spirits in the Material World - 2013: für das Album Reggatta de Blanc - Australien - 1997: für das Album The Very Best of Sting & The Police - 2004: für das Videoalbum Every Breath You Take: The Singles - Belgien - 1980: für das Album Reggatta de Blanc - 2007: für das Album The Police - Brasilien - 2009: für das Videoalbum Certifiable - 2024: für die Single Every Breath You Take - 2025: für das Album Synchronicity - Dänemark - 2023: für die Single Roxanne - Deutschland - 1980: für das Album Reggatta de Blanc - 1980: für das Album Zenyattà Mondatta - 1981: für das Album Outlandos d’Amour - 1981: für das Album Ghost in the Machine - 1983: für das Album Synchronicity - 1990: für das Album Their Greatest Hits - 1998: für das Album The Very Best of Sting & The Police - 2009: für das Videoalbum Certifiable - 2025: für die Single Roxanne - Finnland - 1990: für das Album Their Greatest Hits - Frankreich - 1980: für die Single Message in a Bottle - 1981: für das Album Ghost in the Machine - Hongkong - 1984: für das Album Synchronicity - 1997: für das Album The Very Best of Sting & The Police - Italien - 2013: für das Album The Very Best of Sting & The Police - 2021: für das Album Reggatta de Blanc - 2024: für die Single Every Little Thing She Does Is Magic - Japan - 1998: für das Album The Very Best of Sting & The Police - Kanada - 1981: für die Single De Do Do Do, De Da Da Da - 1993: für das Album Message in a Box - 2007: für das Album The Police - Mexiko - 2000: für das Album Greatest Hits - Neuseeland - 1993: für das Album Message in a Box - 2008: für das Album The Police - 2021: für die Single Walking on the Moon - Niederlande - 1983: für das Album Synchronicity - 1988: für das Album Greatest Hits - 1994: für das Album Their Greatest Hits - Norwegen - 2007: für das Album The Police - Österreich - 1998: für das Album The Very Best of Sting & The Police - Polen - 2000: für das Album The Very Best of Sting & The Police - Schweiz - 1989: für das Album Every Breath You Take: The Singles - 1991: für das Album Their Greatest Hits - 1993: für das Album Greatest Hits - 1998: für das Album The Very Best of Sting & The Police - Spanien - 1987: für das Album Every Breath You Take: The Singles - 1995: für das Album Live! - 2001: für das Album The Very Best of Sting & The Police - 2024: für die Single Every Little Thing She Does Is Magic - 2024: für die Single So Lonely - Tschechien - 1982: für das Album Ghost in the Machine - Vereinigte Staaten - 1983: für die Single Every Breath You Take - 1986: für das Videoalbum Every Breath You Take: The Videos - 2005: für das Album The Very Best of Sting & The Police - Vereinigtes Königreich - 1979: für die Single Walking on the Moon - 1980: für die Single Don’t Stand So Close to Me - 1981: für die Single De Do Do Do, De Da Da Da | - Frankreich - 1998: für das Album The Very Best of Sting & The Police - Mexiko - 1987: für das Album Every Breath You Take: The Singles - Argentinien - 1997: für das Album The Very Best of Sting & The Police - 2003: für das Videoalbum Every Breath You Take: The Singles - 2005: für das Videoalbum Synchronicity Concert - 2007: für das Videoalbum The Greatest Hits - Australien - 1980: für das Album Reggatta de Blanc - 1980: für das Album Outlandos d’Amour - 1981: für das Album Zenyattà Mondatta - 2007: für das Videoalbum Synchronicity Concert - Belgien - 2002: für das Album The Very Best of Sting & the Police - 2005: für das Album Greatest Hits - Brasilien - 2010: für das Videoalbum Synchronicity Concert - Frankreich - 1980: für das Album Reggatta de Blanc - 1981: für das Album Zenyattà Mondatta - 1984: für das Album Outlandos d'Amour - 1984: für das Album Synchronicity - 1994: für das Album Greatest Hits - 2008: für das Videoalbum Certifiable - Italien - 2024: für die Single Roxanne - 2024: für die Single Message in a Bottle - Kanada - 1980: für das Album Outlandos d’Amour - 1980: für das Album Reggatta de Blanc - 1980: für das Album Zenyattà Mondatta - 1981: für das Album Ghost in the Machine - 1983: für das Album Synchronicity - 1987: für das Album Every Breath You Take: The Singles - 1993: für das Album Greatest Hits - Kolumbien - 1997: für das Album Greatest Hits - Neuseeland - 1980: für das Album Outlandos d’Amour - 1982: für das Album Ghost in the Machine - 2023: für die Single Don’t Stand So Close to Me - Niederlande - 1979: für das Album Reggatta de Blanc - 1979: für das Album Outlandos d’Amour - Spanien - 2024: für die Single Roxanne - 2024: für die Single Message in a Bottle - Vereinigte Staaten - 1984: für das Album Outlandos d’Amour - 1996: für das Album Live! - 2001: für das Album Message in a Box - 2002: für das Album Reggatta de Blanc - 2009: für das Videoalbum Certifiable - Vereinigtes Königreich - 1979: für das Album Reggatta de Blanc - 1979: für das Album Outlandos d’Amour - 1980: für das Album Zenyattà Mondatta - 1981: für das Album Ghost in the Machine - 1983: für das Album Synchronicity - 2013: für das Album The Police - 2021: für die Single Roxanne - 2024: für die Single Every Little Thing She Does Is Magic - 2024: für die Single Message in a Bottle - Deutschland - 2025: für die Single Every Breath You Take | - Argentinien - 1992: für das Album Greatest Hits - Dänemark - 2023: für die Single Every Breath You Take - Europa - 2001: für das Album The Very Best of Sting & The Police - Frankreich - 1991: für das Album Every Breath You Take – The Singles - Griechenland - 2024: für die Single Every Breath You Take - Irland - 2007: für das Album The Police - Neuseeland - 1981: für das Album Reggatta de Blanc - 1981: für das Album Zenyattà Mondatta - 2002: für das Album The Very Best of Sting & The Police - 2024: für die Single Every Little Thing She Does Is Magic - 2024: für die Single Message in a Bottle - Spanien - 1991: für das Album Their Greatest Hits - Vereinigte Staaten - 2001: für das Album Zenyattà Mondatta - Vereinigtes Königreich - 2020: für das Album Greatest Hits - Argentinien - 1997: für das Videoalbum The Very Best of Sting & The Police - Neuseeland - 1984: für das Album Synchronicity - Vereinigte Staaten - 2001: für das Album Ghost in the Machine - Vereinigtes Königreich - 2024: für die Single Every Breath You Take - Italien - 2024: für die Single Every Breath You Take - Neuseeland - 1987: für das Album Every Breath You Take: The Singles - 1994: für das Album Greatest Hits - 2025: für die Single Roxanne - Vereinigtes Königreich - 1992: für das Album Every Breath You Take: The Singles - 2013: für das Album The Very Best of Sting & the Police - Australien - 2016: für das Album Greatest Hits - Portugal - 2024: für die Single Every Breath You Take - Vereinigte Staaten - 2002: für das Album Every Breath You Take: The Singles - Neuseeland - 2025: für die Single Every Breath You Take - Spanien - 2025: für die Single Every Breath You Take - Vereinigte Staaten - 2001: für das Album Synchronicity |

## Auszeichnungen nach Alben

### Outlandos d’Amour
| Land/Region                  | Auszeichnungen für Musikverkäufe (Land/Region, Auszeichnung, Verkäufe) | Verkäufe  |
| ---------------------------- | ---------------------------------------------------------------------- | --------- |
| Australien (ARIA)            | Platin                                                                 | 50.000    |
| Deutschland (BVMI)           | Gold                                                                   | 250.000   |
| Frankreich (SNEP)            | Platin                                                                 | 400.000   |
| Kanada (MC)                  | Platin                                                                 | 100.000   |
| Neuseeland (RMNZ)            | Platin                                                                 | 20.000    |
| Niederlande (NVPI)           | Platin                                                                 | 175.000   |
| Vereinigte Staaten (RIAA)    | Platin                                                                 | 1.000.000 |
| Vereinigtes Königreich (BPI) | Platin                                                                 | 300.000   |
| Insgesamt                    | 1× Gold · 7× Platin ·                                                  | 2.295.000 |

### Reggatta de Blanc
| Land/Region                  | Auszeichnungen für Musikverkäufe (Land/Region, Auszeichnung, Verkäufe) | Verkäufe  |
| ---------------------------- | ---------------------------------------------------------------------- | --------- |
| Australien (ARIA)            | Platin                                                                 | 50.000    |
| Belgien (BRMA)               | Gold                                                                   | 25.000    |
| Deutschland (BVMI)           | Gold                                                                   | 250.000   |
| Frankreich (SNEP)            | Platin                                                                 | 400.000   |
| Italien (FIMI)               | Gold                                                                   | 25.000    |
| Kanada (MC)                  | Platin                                                                 | 100.000   |
| Neuseeland (RMNZ)            | 2× Platin                                                              | 40.000    |
| Niederlande (NVPI)           | Platin                                                                 | 100.000   |
| Vereinigte Staaten (RIAA)    | Platin                                                                 | 1.000.000 |
| Vereinigtes Königreich (BPI) | Platin (1979) · + Silber (2013)                                        | 360.000   |
| Insgesamt                    | 1× Silber · 3× Gold · 8× Platin ·                                      | 2.250.000 |

### Zenyattà Mondatta
| Land/Region                  | Auszeichnungen für Musikverkäufe (Land/Region, Auszeichnung, Verkäufe) | Verkäufe  |
| ---------------------------- | ---------------------------------------------------------------------- | --------- |
| Australien (ARIA)            | Platin                                                                 | 100.000   |
| Deutschland (BVMI)           | Gold                                                                   | 250.000   |
| Frankreich (SNEP)            | Platin                                                                 | 400.000   |
| Italien (FIMI)               | —                                                                      | 300.000   |
| Kanada (MC)                  | Platin                                                                 | 100.000   |
| Neuseeland (RMNZ)            | 2× Platin                                                              | 40.000    |
| Vereinigte Staaten (RIAA)    | 2× Platin                                                              | 2.000.000 |
| Vereinigtes Königreich (BPI) | Platin                                                                 | 300.000   |
| Insgesamt                    | 1× Gold · 8× Platin ·                                                  | 3.390.000 |

### Ghost in the Machine
| Land/Region                  | Auszeichnungen für Musikverkäufe (Land/Region, Auszeichnung, Verkäufe) | Verkäufe  |
| ---------------------------- | ---------------------------------------------------------------------- | --------- |
| Deutschland (BVMI)           | Gold                                                                   | 250.000   |
| Frankreich (SNEP)            | Gold                                                                   | 100.000   |
| Italien (FIMI)               | —                                                                      | 200.000   |
| Kanada (MC)                  | Platin                                                                 | 100.000   |
| Neuseeland (RMNZ)            | Platin                                                                 | 20.000    |
| Tschechien (IFPI)            | Gold                                                                   | 50.000    |
| Vereinigte Staaten (RIAA)    | 3× Platin                                                              | 3.000.000 |
| Vereinigtes Königreich (BPI) | Platin                                                                 | 300.000   |
| Insgesamt                    | 3× Gold · 6× Platin ·                                                  | 4.020.000 |

### Synchronicity
| Land/Region                  | Auszeichnungen für Musikverkäufe (Land/Region, Auszeichnung, Verkäufe) | Verkäufe  |
| ---------------------------- | ---------------------------------------------------------------------- | --------- |
| Brasilien (PMB)              | Gold                                                                   | 100.000   |
| Deutschland (BVMI)           | Gold                                                                   | 250.000   |
| Frankreich (SNEP)            | Platin                                                                 | 400.000   |
| Hongkong (IFPI/HKRIA)        | Gold                                                                   | 10.000    |
| Kanada (MC)                  | Platin                                                                 | 100.000   |
| Neuseeland (RMNZ)            | 3× Platin                                                              | 60.000    |
| Niederlande (NVPI)           | Gold                                                                   | 50.000    |
| Vereinigte Staaten (RIAA)    | 8× Platin                                                              | 8.000.000 |
| Vereinigtes Königreich (BPI) | Platin                                                                 | 300.000   |
| Insgesamt                    | 4× Gold · 14× Platin ·                                                 | 9.170.000 |

### Every Breath You Take: The Singles / Their Greatest Hits
| Land/Region                  | Auszeichnungen für Musikverkäufe (Land/Region, Auszeichnung, Verkäufe) | Verkäufe  |
| ---------------------------- | ---------------------------------------------------------------------- | --------- |
| Deutschland (BVMI)           | Gold                                                                   | 250.000   |
| Finnland (IFPI)              | Gold                                                                   | 25.000    |
| Frankreich (SNEP)            | 2× Platin                                                              | 600.000   |
| Kanada (MC)                  | Platin                                                                 | 100.000   |
| Mexiko (AMPROFON)            | 2× Gold                                                                | 200.000   |
| Neuseeland (RMNZ)            | 4× Platin                                                              | 80.000    |
| Niederlande (NVPI)           | Gold                                                                   | 50.000    |
| Schweiz (IFPI)               | Gold · + Gold (Re-Release)                                             | 50.000    |
| Spanien (Promusicae)         | 2× Platin · + Gold (Re-Release)                                        | 250.000   |
| Vereinigte Staaten (RIAA)    | 5× Platin                                                              | 5.000.000 |
| Vereinigtes Königreich (BPI) | 4× Platin                                                              | 1.200.000 |
| Insgesamt                    | 4× Gold · 16× Platin ·                                                 | 7.805.000 |

### Greatest Hits
| Land/Region                  | Auszeichnungen für Musikverkäufe (Land/Region, Auszeichnung, Verkäufe) | Verkäufe  |
| ---------------------------- | ---------------------------------------------------------------------- | --------- |
| Argentinien (CAPIF)          | 2× Platin                                                              | 120.000   |
| Australien (ARIA)            | 5× Platin                                                              | 350.000   |
| Belgien (BRMA)               | Platin                                                                 | 50.000    |
| Frankreich (SNEP)            | Platin                                                                 | 300.000   |
| Kanada (MC)                  | Platin                                                                 | 75.000    |
| Kolumbien (ASINCOL)          | Platin                                                                 | 50.000    |
| Mexiko (AMPROFON)            | Gold                                                                   | 100.000   |
| Neuseeland (RMNZ)            | 4× Platin                                                              | 60.000    |
| Niederlande (NVPI)           | Gold                                                                   | 50.000    |
| Schweiz (IFPI)               | Gold                                                                   | 25.000    |
| Vereinigtes Königreich (BPI) | 2× Platin                                                              | 600.000   |
| Insgesamt                    | 3× Gold · 17× Platin ·                                                 | 1.780.000 |

### Message in a Box
| Land/Region               | Auszeichnungen für Musikverkäufe (Land/Region, Auszeichnung, Verkäufe) | Verkäufe |
| ------------------------- | ---------------------------------------------------------------------- | -------- |
| Kanada (MC)               | Gold                                                                   | 50.000   |
| Neuseeland (RMNZ)         | Gold                                                                   | 7.500    |
| Vereinigte Staaten (RIAA) | Platin                                                                 | 250.000  |
| Insgesamt                 | 2× Gold · 1× Platin ·                                                  | 307.500  |

### Live!
| Land/Region               | Auszeichnungen für Musikverkäufe (Land/Region, Auszeichnung, Verkäufe) | Verkäufe  |
| ------------------------- | ---------------------------------------------------------------------- | --------- |
| Spanien (Promusicae)      | Gold                                                                   | 50.000    |
| Vereinigte Staaten (RIAA) | Platin                                                                 | 1.000.000 |
| Insgesamt                 | 1× Gold · 1× Platin ·                                                  | 1.050.000 |

### The Very Best of Sting & The Police
| Land/Region                  | Auszeichnungen für Musikverkäufe (Land/Region, Auszeichnung, Verkäufe) | Verkäufe    |
| ---------------------------- | ---------------------------------------------------------------------- | ----------- |
| Argentinien (CAPIF)          | Platin                                                                 | 60.000      |
| Australien (ARIA)            | Gold                                                                   | 35.000      |
| Belgien (BRMA)               | Platin                                                                 | (50.000)    |
| Deutschland (BVMI)           | Gold                                                                   | (250.000)   |
| Europa (IFPI)                | 2× Platin                                                              | 2.000.000   |
| Finnland (IFPI)              | —                                                                      | (19.056)    |
| Frankreich (SNEP)            | 2× Gold                                                                | (200.000)   |
| Hongkong (IFPI/HKRIA)        | Gold                                                                   | 10.000      |
| Italien (FIMI)               | Gold                                                                   | (30.000)    |
| Japan (RIAJ)                 | Gold                                                                   | 100.000     |
| Neuseeland (RMNZ)            | 2× Platin                                                              | 30.000      |
| Österreich (IFPI)            | Gold                                                                   | (25.000)    |
| Polen (ZPAV)                 | Gold                                                                   | (50.000)    |
| Schweiz (IFPI)               | Gold                                                                   | (25.000)    |
| Spanien (Promusicae)         | Gold                                                                   | (50.000)    |
| Vereinigte Staaten (RIAA)    | Gold                                                                   | 500.000     |
| Vereinigtes Königreich (BPI) | 4× Platin                                                              | (1.200.000) |
| Insgesamt                    | 12× Gold · 10× Platin ·                                                | 2.735.000   |

### The Police
| Land/Region                  | Auszeichnungen für Musikverkäufe (Land/Region, Auszeichnung, Verkäufe) | Verkäufe |
| ---------------------------- | ---------------------------------------------------------------------- | -------- |
| Belgien (BRMA)               | Gold                                                                   | 15.000   |
| Irland (IRMA)                | 2× Platin                                                              | 30.000   |
| Kanada (MC)                  | Gold                                                                   | 50.000   |
| Neuseeland (RMNZ)            | Gold                                                                   | 7.500    |
| Norwegen (IFPI)              | Gold                                                                   | 15.000   |
| Vereinigtes Königreich (BPI) | Platin                                                                 | 300.000  |
| Insgesamt                    | 4× Gold · 3× Platin ·                                                  | 417.500  |

## Auszeichnungen nach Singles

### Can’t Stand Losing You
| Land/Region                  | Auszeichnungen für Musikverkäufe (Land/Region, Auszeichnung, Verkäufe) | Verkäufe |
| ---------------------------- | ---------------------------------------------------------------------- | -------- |
| Vereinigtes Königreich (BPI) | Silber                                                                 | 250.000  |
| Insgesamt                    | 1× Silber ·                                                            | 250.000  |

### Roxanne
| Land/Region                  | Auszeichnungen für Musikverkäufe (Land/Region, Auszeichnung, Verkäufe) | Verkäufe  |
| ---------------------------- | ---------------------------------------------------------------------- | --------- |
| Dänemark (IFPI)              | Gold                                                                   | 45.000    |
| Deutschland (BVMI)           | Gold                                                                   | 300.000   |
| Italien (FIMI)               | Platin                                                                 | 100.000   |
| Neuseeland (RMNZ)            | 4× Platin                                                              | 120.000   |
| Spanien (Promusicae)         | Platin                                                                 | 60.000    |
| Vereinigtes Königreich (BPI) | Platin                                                                 | 600.000   |
| Insgesamt                    | 2× Gold · 7× Platin ·                                                  | 1.225.000 |

### Message in a Bottle
| Land/Region                  | Auszeichnungen für Musikverkäufe (Land/Region, Auszeichnung, Verkäufe) | Verkäufe  |
| ---------------------------- | ---------------------------------------------------------------------- | --------- |
| Frankreich (SNEP)            | Gold                                                                   | 500.000   |
| Italien (FIMI)               | Platin                                                                 | 100.000   |
| Neuseeland (RMNZ)            | 2× Platin                                                              | 60.000    |
| Spanien (Promusicae)         | Platin                                                                 | 60.000    |
| Vereinigtes Königreich (BPI) | Platin                                                                 | 600.000   |
| Insgesamt                    | 1× Gold · 5× Platin ·                                                  | 1.320.000 |

### Walking on the Moon
| Land/Region                  | Auszeichnungen für Musikverkäufe (Land/Region, Auszeichnung, Verkäufe) | Verkäufe |
| ---------------------------- | ---------------------------------------------------------------------- | -------- |
| Neuseeland (RMNZ)            | Gold                                                                   | 15.000   |
| Vereinigtes Königreich (BPI) | Gold                                                                   | 500.000  |
| Insgesamt                    | 2× Gold ·                                                              | 515.000  |

### So Lonely
| Land/Region                  | Auszeichnungen für Musikverkäufe (Land/Region, Auszeichnung, Verkäufe) | Verkäufe |
| ---------------------------- | ---------------------------------------------------------------------- | -------- |
| Spanien (Promusicae)         | Gold                                                                   | 30.000   |
| Vereinigtes Königreich (BPI) | Silber                                                                 | 250.000  |
| Insgesamt                    | 1× Silber · 1× Gold ·                                                  | 280.000  |

### Don’t Stand So Close to Me
| Land/Region                  | Auszeichnungen für Musikverkäufe (Land/Region, Auszeichnung, Verkäufe) | Verkäufe |
| ---------------------------- | ---------------------------------------------------------------------- | -------- |
| Neuseeland (RMNZ)            | Platin                                                                 | 30.000   |
| Vereinigtes Königreich (BPI) | Gold                                                                   | 500.000  |
| Insgesamt                    | 1× Gold · 1× Platin ·                                                  | 530.000  |

### De Do Do Do, De Da Da Da
| Land/Region                  | Auszeichnungen für Musikverkäufe (Land/Region, Auszeichnung, Verkäufe) | Verkäufe |
| ---------------------------- | ---------------------------------------------------------------------- | -------- |
| Kanada (MC)                  | Gold                                                                   | 75.000   |
| Vereinigtes Königreich (BPI) | Gold                                                                   | 500.000  |
| Insgesamt                    | 2× Gold ·                                                              | 575.000  |

### Every Little Thing She Does Is Magic
| Land/Region                  | Auszeichnungen für Musikverkäufe (Land/Region, Auszeichnung, Verkäufe) | Verkäufe |
| ---------------------------- | ---------------------------------------------------------------------- | -------- |
| Italien (FIMI)               | Gold                                                                   | 50.000   |
| Neuseeland (RMNZ)            | 2× Platin                                                              | 60.000   |
| Spanien (Promusicae)         | Gold                                                                   | 30.000   |
| Vereinigtes Königreich (BPI) | Platin                                                                 | 600.000  |
| Insgesamt                    | 2× Gold · 3× Platin ·                                                  | 740.000  |

### Invisible Sun
| Land/Region                  | Auszeichnungen für Musikverkäufe (Land/Region, Auszeichnung, Verkäufe) | Verkäufe |
| ---------------------------- | ---------------------------------------------------------------------- | -------- |
| Vereinigtes Königreich (BPI) | Silber                                                                 | 250.000  |
| Insgesamt                    | 1× Silber ·                                                            | 250.000  |

### Spirits in the Material World
| Land/Region                  | Auszeichnungen für Musikverkäufe (Land/Region, Auszeichnung, Verkäufe) | Verkäufe |
| ---------------------------- | ---------------------------------------------------------------------- | -------- |
| Vereinigtes Königreich (BPI) | Silber                                                                 | 250.000  |
| Insgesamt                    | 1× Silber ·                                                            | 250.000  |

### Every Breath You Take
| Land/Region                  | Auszeichnungen für Musikverkäufe (Land/Region, Auszeichnung, Verkäufe) | Verkäufe  |
| ---------------------------- | ---------------------------------------------------------------------- | --------- |
| Brasilien (PMB)              | Gold                                                                   | 30.000    |
| Dänemark (IFPI)              | 2× Platin                                                              | 180.000   |
| Deutschland (BVMI)           | 3× Gold                                                                | 900.000   |
| Griechenland (IFPI)          | 2× Platin                                                              | 40.000    |
| Italien (FIMI)               | 4× Platin                                                              | 400.000   |
| Neuseeland (RMNZ)            | 6× Platin                                                              | 180.000   |
| Portugal (AFP)               | 5× Platin                                                              | 50.000    |
| Spanien (Promusicae)         | 6× Platin                                                              | 360.000   |
| Vereinigte Staaten (RIAA)    | Gold                                                                   | 1.000.000 |
| Vereinigtes Königreich (BPI) | 3× Platin                                                              | 1.800.000 |
| Insgesamt                    | 3× Gold · 29× Platin ·                                                 | 4.920.000 |

## Auszeichnungen nach Videoalben

### Synchronicity Concert
| Land/Region         | Auszeichnungen für Musikverkäufe (Land/Region, Auszeichnung, Verkäufe) | Verkäufe |
| ------------------- | ---------------------------------------------------------------------- | -------- |
| Argentinien (CAPIF) | Platin                                                                 | 8.000    |
| Australien (ARIA)   | Platin                                                                 | 15.000   |
| Brasilien (PMB)     | Platin                                                                 | 125.000  |
| Insgesamt           | 3× Platin ·                                                            | 148.000  |

### Every Breath You Take: The Videos
| Land/Region               | Auszeichnungen für Musikverkäufe (Land/Region, Auszeichnung, Verkäufe) | Verkäufe |
| ------------------------- | ---------------------------------------------------------------------- | -------- |
| Argentinien (CAPIF)       | Platin                                                                 | 8.000    |
| Australien (ARIA)         | Gold                                                                   | 7.500    |
| Vereinigte Staaten (RIAA) | Gold                                                                   | 50.000   |
| Insgesamt                 | 2× Gold · 1× Platin ·                                                  | 65.500   |

### Greatest Hits
| Land/Region         | Auszeichnungen für Musikverkäufe (Land/Region, Auszeichnung, Verkäufe) | Verkäufe |
| ------------------- | ---------------------------------------------------------------------- | -------- |
| Argentinien (CAPIF) | Platin                                                                 | 8.000    |
| Insgesamt           | 1× Platin ·                                                            | 8.000    |

### The Very Best of Sting & The Police
| Land/Region         | Auszeichnungen für Musikverkäufe (Land/Region, Auszeichnung, Verkäufe) | Verkäufe |
| ------------------- | ---------------------------------------------------------------------- | -------- |
| Argentinien (CAPIF) | 3× Platin                                                              | 24.000   |
| Insgesamt           | 3× Platin ·                                                            | 24.000   |

### Certifiable
| Land/Region               | Auszeichnungen für Musikverkäufe (Land/Region, Auszeichnung, Verkäufe) | Verkäufe |
| ------------------------- | ---------------------------------------------------------------------- | -------- |
| Brasilien (PMB)           | Gold                                                                   | 25.000   |
| Deutschland (BVMI)        | Gold                                                                   | 25.000   |
| Frankreich (SNEP)         | Platin                                                                 | 20.000   |
| Vereinigte Staaten (RIAA) | Platin                                                                 | 100.000  |
| Insgesamt                 | 2× Gold · 2× Platin ·                                                  | 170.000  |

## Statistik und Quellen
| Land/RegionAuszeichnungen für Musikverkäufe (Land/Region, Auszeichnungen, Verkäufe, Quellen) | Silber     | Gold       | Platin         | Verkäufe    | Quellen |
| -------------------------------------------------------------------------------------------- | ---------- | ---------- | -------------- | ----------- | --- |
| Argentinien (CAPIF)                                                                          | —          | —          | 9× Platin9     | 228.000     | capif.org.ar (Memento vom 31. Mai 2011 im Internet Archive) AR2 (Memento vom 6. Juli 2011 im Internet Archive) |
| Australien (ARIA)                                                                            | —          | 2× Gold2   | 9× Platin9     | 607.500     | aria.com.au |
| Belgien (BRMA)                                                                               | —          | 2× Gold2   | 2× Platin2     | 140.000     | ultratop.be |
| Brasilien (PMB)                                                                              | —          | 3× Gold3   | Platin1        | 280.000     | pro-musicabr.org.br                                                                                            |
| Dänemark (IFPI)                                                                              | —          | Gold1      | 2× Platin2     | 225.000     | ifpi.dk |
| Deutschland (BVMI)                                                                           | —          | 10× Gold10 | Platin1        | 3.225.000   | musikindustrie.de                                                                                              |
| Europa (IFPI)                                                                                | —          | —          | 2× Platin2     | (2.000.000) | ifpi.org (Memento vom 1. Januar 2014 im Internet Archive)                                                      |
| Finnland (IFPI)                                                                              | —          | Gold1      | —              | 44.056      | ifpi.fi |
| Frankreich (SNEP)                                                                            | —          | 6× Gold6   | 8× Platin8     | 3.300.000   | infodisc.fr snepmusique.com                                                                                    |
| Griechenland (IFPI)                                                                          | —          | —          | 2× Platin2     | 40.000      | Einzelnachweise                                                                                                |
| Hongkong (IFPI/HKRIA)                                                                        | —          | 2× Gold2   | —              | 20.000      | ifpihk.org |
| Irland (IRMA)                                                                                | —          | —          | 2× Platin2     | 30.000      | irishcharts.ie                                                                                                 |
| Italien (FIMI)                                                                               | —          | 3× Gold3   | 6× Platin6     | 1.205.000   | fimi.it |
| Japan (RIAJ)                                                                                 | —          | Gold1      | —              | 100.000     | riaj.or.jp |
| Kanada (MC)                                                                                  | —          | 3× Gold3   | 7× Platin7     | 875.000     | musiccanada.com                                                                                                |
| Kolumbien (ASINCOL)                                                                          | —          | —          | Platin1        | 50.000      | Einzelnachweise                                                                                                |
| Mexiko (AMPROFON)                                                                            | —          | 3× Gold3   | —              | 275.000     | amprofon.com.mx                                                                                                |
| Neuseeland (RMNZ)                                                                            | —          | 3× Gold3   | 34× Platin34   | 830.000     | aotearoamusiccharts.co.nz NZ2                                                                                  |
| Niederlande (NVPI)                                                                           | —          | 3× Gold3   | 2× Platin2     | 425.000     | nvpi.nl |
| Norwegen (IFPI)                                                                              | —          | Gold1      | —              | 15.000      | ifpi.no (Memento vom 5. November 2012 im Internet Archive)                                                     |
| Österreich (IFPI)                                                                            | —          | Gold1      | —              | 25.000      | ifpi.at |
| Polen (ZPAV)                                                                                 | —          | Gold1      | —              | 50.000      | olis.pl |
| Portugal (AFP)                                                                               | —          | —          | 5× Platin5     | 50.000      | Einzelnachweise                                                                                                |
| Schweiz (IFPI)                                                                               | —          | 4× Gold4   | —              | 100.000     | hitparade.ch                                                                                                   |
| Spanien (Promusicae)                                                                         | —          | 5× Gold5   | 10× Platin10   | 890.000     | elportaldemusica.es ES2 ES3 ES4                                                                                |
| Tschechien (IFPI)                                                                            | —          | Gold1      | —              | 50.000      | Einzelnachweise                                                                                                |
| Vereinigte Staaten (RIAA)                                                                    | —          | 3× Gold3   | 23× Platin23   | 22.900.000  | riaa.com |
| Vereinigtes Königreich (BPI)                                                                 | 5× Silber5 | 3× Gold3   | 22× Platin22   | 10.760.000  | bpi.co.uk |
| Insgesamt                                                                                    | 5× Silber5 | 62× Gold62 | 148× Platin148 |             | |